# Калоян (село)
Калоян (болг. Калоян) — село в Болгарии. Находится в Варненской области, входит в общину Вылчи-Дол. Население составляет 314 человек.

## Политическая ситуация
В местном кметстве Калоян, в состав которого входит Калоян, должность кмета (старосты) исполняет Мариана Димитрова Драгнева (Болгарская социалистическая партия (БСП)) по результатам выборов правления кметства.
Кмет (мэр) общины Вылчи-Дол — Веселин Янчев Василев (независимый) по результатам выборов в правление общины.